# Felsőhámor (Szlovákia)
Felsőhámor (szlovákul: Horné Hámre, németül: Ober-Hammer) falu Szlovákiában, a Besztercebányai kerületben, a Zsarnócai járásban.

## Fekvése
Zsarnócától 3 km-re északnyugatra fekszik, több egykori telep tartozik hozzá, köztük a legnagyobb Csontoshegy.

## Története
Első írásos említése 1391-re tehető. Revistye várának tartozéka volt. A 15. század végén 55 adózó háztartást jegyeztek fel. Lakói favágással, bányászattal, ércfeldolgozással foglalkoztak. 1601-ben a faluban 1 malom és 68 ház állt. 1720-ban már 4 malom és 43 adófizető, ebből 17 kézműves, 3 kereskedő és 2 bányász található a településen. 1828-ban 83 házát 569-en lakták; lakói ércfeldolgozással foglalkoztak vagy a közeli bányavárosokban dolgoztak.
Bars vármegye monográfiája szerint: "Felsőhámor, a Garamvölgy közelében fekvő tót kisközség, 1198 róm. kath. vallású lakossal. Hajdan Revistye várának tartozéka volt és a Dóczy családot uralta. Azután a kincstár tulajdonába ment át, a Dóczy-féle többi birtokokkal együtt és ma is a m. kir. kincstár a birtokosa. Ősi templomát az 1671-iki canonica visitatio említi, mint a melyet akkor restauráltak, 1734-ben azonban megújították. A mult század elején, a mikor Horne-Hamri tót néven van említve, 10 puszta, tanya és telep tartozott hozzá, ú. m. Csertyán puszta 150 lakossal, Fertály puszta 87 lakossal, Hrabicsov: 306 lakossal, Jancsok: 55 lakossal, Koszti vrch: 323 lakossal, Pajer: 51 lakossal, Pecznó: 162 lakossal, Zsubkov vagyis Erdősurány, mely Pecznóval együtt azelőtt szintén ide tartozott és 216 lakosa volt, Zsarnóczai olvasztóház, mely most Zsarnóczakohó név alatt külön község: 360 lakossal és végre Uram, mely hajdan község volt és már a pápai tizedszedők jegyzékében is előfordul. Most csak Kosti Vrch és Brod tartozik hozzá. Postája van, távirója és vasúti állomása Zsarnócza."
A trianoni békeszerződésig Bars vármegye Garamszentkereszti járásához tartozott.

## Népessége
| Év:            | 1994. | 2004.   | 2014.   | 2024.   |
| -------------- | ----- | ------- | ------- | ------- |
| Emberek száma: | 687   | 663     | 632     | 690     |
| Eltérés:       |       | -3,49 % | -4,67 % | +9,17 % |

| Év:            | 2023. | 2024.   |
| -------------- | ----- | ------- |
| Emberek száma: | 684   | 690     |
| Eltérés:       |       | +0,87 % |

1880-ban 1036 lakosából 5 magyar és 942 szlovák anyanyelvű volt.
1890-ben 1147 lakosából 10 magyar és 1104 szlovák anyanyelvű volt.
1900-ban 1198 lakosából 20 magyar és 1156 szlovák anyanyelvű volt.
1910-ben 1207 lakosából 63 magyar, 13 német, 1109 szlovák és 22 egyéb anyanyelvű volt.
1921-ben 1162 lakosából 3 magyar, 20 német, 1138 csehszlovák és 1 állampolgárság nélküli volt. Ebből 1158 római katolikus és 4 evangélikus vallású volt.
1930-ban 1171 lakosából 1 magyar, 13 német, 1 zsidó, 1127 csehszlovák és 29 egyéb nemzetiségű volt. Ebből 1170 római katolikus és 1 izraelita vallású volt.
1970-ben 1074 lakosából 1 magyar és 1069 szlovák volt.
1980-ban 891 lakosából 2 magyar és 882 szlovák volt.
1991-ben 706 lakosából 2 magyar és 704 szlovák volt. 
2001-ben 657 lakosából 650 szlovák és 1 magyar volt.
2011-ben 633 lakosából 611 szlovák, 3 magyar és 19 ismeretlen nemzetiségű volt.